# Tipula (Lindnerina) subexcisa
Tipula (Lindnerina) subexcisa is een tweevleugelige uit de familie langpootmuggen (Tipulidae). De soort komt voor in het Palearctisch gebied.